# B. S. Kimball
Die B. S. Kimball, ein Dreimastvollschiff für den Frachtdienst und den Postverkehr, lief 1857 in Rockland im US-Bundesstaat Maine für die Reederei der Familie Kimball vom Stapel. Es war in den Jahren 1863 und 1865, also während der auswanderungsarmen Zeit des Sezessionskrieges, auch als Auswandererschiff von Europa nach New York City im Einsatz. Transportiert wurden hauptsächlich neu gewonnene Anhänger der Kirche Jesu Christi der Heiligen der Letzten Tage (LDS, Mormonen) aus Skandinavien, die anschließend auf dem Landweg weiter nach Salt Lake City gingen.

## Geschichte
Das Segelschiff wurde als Vollschiff mit drei Masten, zwei Decks und einem halben Poopdeck auf einer Werft in Rockland für A. H. Kimball gebaut. Es trat am 24. November 1857 seine Jungfernfahrt nach New Orleans an. Kapitän war der aus Camden stammende Jesse Hosmer. Das Segelschiff befuhr in der folgenden Zeit offenbar die Route von New York nach New Orleans und zurück. Lloyd's registrierte das Schiff zum Beispiel im Januar 1859 in New Orleans.
Im Jahr 1863 wurde die B. S. Kimball unter dem neuen Kapitän Henry C. Dearborn zum ersten Mal als Auswandererschiff eingesetzt. Sie verließ am 8. Mai 1863 das englische Liverpool mit 657 hauptsächlich aus Skandinavien stammenden Mormonen Richtung neue Welt. Die Leitung hatte der Elder der LDS Hans Peter Lund (1821–1880), ein in Salt Lake City wohnender gebürtiger Däne. Während der Überfahrt kam es zu vier Todesfällen, zwei Geburten und elf Eheschließungen. Das Schiff erreichte am 13. Juni 1863 den Hafen von New York, zwei Tage später durften die Passagiere von Bord gehen.
Ab dem 3. Dezember 1863 war die B. S. Kimball wieder im Frachtverkehr unterwegs. Sie fuhr mit Waren nach Panama, dann nach Callao und schließlich zu den Chincha-Inseln. Hier blieb sie etwa zehn Wochen und nahm 2.065 Tonnen Guano an Bord. Am 18. Oktober 1864 segelte sie Richtung Hamburg mit Zwischenstopp in Callao. Sie ankerte am 18. Februar 1865 in Cuxhaven, blieb im schweren Eisgang der Elbe stecken und wurde in der fast sechswöchigen schwierigen Fahrt bis Hamburg stark beschädigt, wobei sie auch die Hälfte ihrer außen angebrachten Kupferbleche verlor. Das Schiff wurde aufwändig repariert und nach dem Entladen des Guanos erneut für Passagiere ausgerüstet.
Am 8. Mai 1865 wurde das Segelschiff ab Hamburg nach Glückstadt geschleppt. Von dort aus trat es zwei Tage später seine Seereise nördlich nach Schottland und dann über den Atlantik nach New York an. Es hatte 727 Passagiere an Bord, davon 558 hauptsächlich skandinavische Angehörige der LDS unter der Leitung von Elder Anders W. Winberg (1830–1909), einem in Salt Lake City wohnenden gebürtigen Schweden. Auf der Reise brach ein Feuer aus, das gelöscht werden konnte. Außerdem gab es oft heftige Stürme und es brachen Krankheiten aus. Drei Erwachsene und 25 Kinder starben an Scharlach und Masern, eine der höchsten Todeszahlen auf einem Auswandererschiff. Der Hafen New York wurde am 13. Juni 1865 erreicht.
Die New York Times schickte einen Reporter auf das Schiff, der über die tragischen Ereignisse in einem längeren Artikel unter der Überschrift A long voyage berichtete. Er schrieb von 38 Toten, gestorben an Masern und Ruhr. Das mediale Interesse betraf unter anderem auch die hygienischen Verhältnisse auf dem Schiff und einen möglichen Zusammenhang mit der vorherigen Ladung. Andere Zeitungen schrieben von 30 toten Kindern, dafür jedoch nur von 620 angekommenen Passagieren. Zwei Tage nach der Ankunft wurden die Passagiere von Bord gelassen und in Castle Garden von der Einwanderungsbehörde registriert. In den folgenden Tagen gab es weitere Berichte über die Zustände auf dem Schiff. So schrieb die deutschsprachige Zeitung Täglicher Baltimore Wecker des Herausgebers Franz Sigel: „Außer der schlechten Verpflegung war auch die verpestete Luft, die in den vollgestopften Räumen des Schiffes nothwendig herrschen mußte, die Ursache des Todes so vieler an Bord befindlicher Kinder.“
Das Schiff ist das letzte Mal im Jahre 1867 in Lloyd’s Register verzeichnet. Es sank am 9. Oktober 1867 auf einer Fahrt von New York nach New Orleans am Elbow Reef östlich von Key Largo (Florida Keys). Die Ladung konnte aus dem Wrack gerettet werden, war aber beschädigt.

## Schiffsdaten
- Konstruktion: Holzrumpf aus Amerikanischer Weiß-Eiche mit Kupfer und Eisen[17]
- Rigg: Vollschiff
- Stapellauf: 5. Oktober 1857
- Jungfernfahrt: 24. November 1857 nach New Orleans
- Werft: Robert Trowbridge, Rockland, Maine (ME)
- Reederei: Kimball
- weitere Reedereien: B. J. H. Trask[17], Dearborn Brothers, Dearborn & Donnell[3]
- Heimathafen: New York City
- Galionsfigur: ja
- Länge Galion-Heck (Rumpflänge): 55,5 m (182')
- Breite: 11,4 m (37' 6")
- Raumtiefe: 7,62 m (25')
- Vermessung: 1125/1192 BRT (Bruttoregistertonnen)
- Hilfsmaschinen: keine
- Klassifikation: Lloyd's Class 1–
- erster Schiffsführer: Jesse F. Hosmer (1813–1895)[2]
- weitere Kapitäne: Henry C. Dearborn (1836–1891)
- Schwesterschiffe: keine